# Vrigne-Meuse

Vrigne-Meuse este o comună în departamentul Ardennes din nordul Franței. În 1 ianuarie 2022 avea o populație de 332 de locuitori.